# Девід Гассельгофф
Девід Майкл Гассельгофф (англ. David Michael Hasselhoff, нар. 17 липня 1952) — американський актор і співак. Найбільш відомий за ролями в телесеріалах «Лицар доріг» і «Рятувальники Малібу».

## Життєпис
Девід Гассельгофф народився в 1952 році в Балтиморі, штат Меріленд. Після закінчення коледжу Бейтс він навчався в Оклендському університеті, а також в Каліфорнійському інституті мистецтв. Спочатку Гассельгофф мав намір присвятити себе мюзиклам і виступати на Бродвеї, проте в 1975 році він з успіхом дебютував в телесеріалі «Молоді та зухвалі», що поклало початок його акторській кар'єрі.
З 1982 по 1986 рік він знімався у фантастичному серіалі «Лицар доріг», де зіграв одну з найвідоміших своїх ролей — Майкла Найта. У серіалі-продовженні 2008-го року Гассельгофф знову з'явився, але тільки в пілотної серії. З кінця 1980-х Гассельгофф почав працювати в музичній сфері і записав кілька поп-альбомів. З 1989 року він почав зніматися в популярному телесеріалі «Рятувальники Малібу» в ролі Мітча Б'юкеннона. У 1996 році в Гассельгоффа з'явилася власна зірка на Голлівудській алеї слави, а в 2000 році він дебютував на Бродвеї в мюзиклі «Джекілл і Гайд». У 2008 році знявся в ролі віцепрезидента США в комп'ютерній грі Command & Conquer: Red Alert 3. У 2015 вийшов короткометражний фільм Kung Fury, в якому Гассельгофф виконує пісню у фінальних титрах. З цієї пісні був знятий відеокліп, що містить ряд змінених кадрів з фільму за участю самого співака. Відео на пісню, викладене на YouTube, на 30 січня 2022 зібрало понад 46 мільйонів переглядів
У 1989—2006 року він був одружений з акторкою та підприємицею Памелою Бах, від якої має двох дочок — Тейлор-Енн Дженіс Гассельгофф (05.05.90) і Гейлі Ембер Гассельгофф (26.08.92), після розлучення подружжя опіку над дітьми отримав Гассельгофф.

## Вибрана фільмографія
- 1975 —  1982 — Молоді та зухвалі /  The Young and the Restless
- 1979 — Зіткнення зірок /  Starcrash
- 1982 —  1986 —  Лицар доріг /  Knight Rider
- 1991 —  Лицар доріг 2000 /  Knight Rider 2000
- 1989 —  2000 — Рятувальники Малібу /  Baywatch
- 1998 — Нік Ф'юрі: Суперагент /  Nick Furi: Le Dernier Des Super Heros
- 2004 — Вишибали /  Dodgeball: A True Underdog Story
- 2004 —  Губка Боб Квадратні Штани /  The SpongeBob SquarePants Movie
- 2006 — Клік: З пультом по життю /  Click
- 2008 — Анаконда 3: Ціна експерименту /  Anaconda_3: _Offspring
- 2008 —  Лицар доріг (фільм) /  Knight Rider
- 2008 — Command & Conquer: Red Alert 3
- 2008 —  2009 —  Лицар доріг (телесеріал 2008) /  Knight Rider
- 2008 — Легенда про танцівника ніндзя /  The Legend of the Dancing Ninja
- 2011 — Бунт вухатих / Hop
- 2012 — Піраньї 3DD / Piranha 3DD
- 2014 — Драйвер на ніч / Stretch — камео
- 2015 — Третій зайвий 2 / Ted 2 — камео
- 2015 — Kung Fury — Hoff 9000
- 2017 — Вартові галактики 2 / Guardians of the Galaxy Vol. 2 — камео
- 2017 — Рятувальники Малібу / Baywatch — камео
- 2023 — Kung Fury 2 — Hoff 9000